# El Naranjo Tayabtzén
El Naranjo Tayabtzén är en ort i Mexiko.   Den ligger i kommunen Tampamolón Corona och delstaten San Luis Potosí, i den centrala delen av landet, 240 km norr om huvudstaden Mexico City. El Naranjo Tayabtzén ligger 110 meter över havet och antalet invånare är 337.
Terrängen runt El Naranjo Tayabtzén är platt åt sydost, men åt nordväst är den kuperad. Runt El Naranjo Tayabtzén är det ganska tätbefolkat, med 58 invånare per kvadratkilometer. Närmaste större samhälle är Tanquián de Escobedo, 10,6 km öster om El Naranjo Tayabtzén. Omgivningarna runt El Naranjo Tayabtzén är en mosaik av jordbruksmark och naturlig växtlighet.